# Oh, wat een jaar!
Oh, wat een jaar! is een Nederlands televisieprogramma dat wordt uitgezonden door RTL 4. In 2017 en 2018 was de presentatie in handen van bedenker Linda de Mol. Jeroen van Koningsbrugge en Ruben Nicolai waren de teamcaptains. Sinds 2020 is de presentatie in handen van Chantal Janzen en wordt ze bijgestaan door Carlo Boszhard en Ruben Nicolai. In 2023 wordt Carlo Boszhard vervangen door Gerard Joling.
Tijdens de kerstperiodes in 2021 en 2022 werd er een aflevering uitgezonden onder de naam Oh, wat een Kerst! Op 25 mei 2024 werd een zomerspecial uitgezonden onder de naam Oh wat een jaar, zin in de zomer. Op 8 juni 2024 werd een Oranjespecial uitgezonden onder de titel Oh wat een jaar, wij houden van oranje en op 7 december dat jaar volgde een winterspecial.

## Format
Elke aflevering gaan de presentatrice en de teamcaptains terug in de tijd naar een bepaald jaar, het decor, de kleding en het kapsel van hen en de bekende gasten worden aangepast naar de stijl in die tijd. De teamcaptains strijden elke week tegen elkaar met een bekende Nederlander die dat jaar bewust heeft meegemaakt. Door middel van spelletjes kunnen de teams geld verzamelen, guldens in dit geval. Deze spellen gaan allemaal over het jaar dat in de betreffende aflevering centraal staat. Het team dat de finale wint, wint het gewonnen geldbedrag omgerekend in euro's. Uitzonderingen hierop zijn de afleveringen die over jaren na 2002 gaan. In deze afleveringen zijn de bedragen in euro's uitgedrukt en krijgt de winnaar het bedrag direct uitgekeerd. Vanaf 2020 worden bij alle afleveringen, ongeacht het jaar waarover ze gaan, de bedragen uitgedrukt in euro's en direct aan de winnaar uitgekeerd. Bij het programma is een live publiek aanwezig dat aan het einde van de aflevering voor de finale mag kiezen voor welk team ze zijn (door middel van het opzetten van een groen of oranje petje en vanaf seizoen 6 door het zwaaien met een groen of rood vlaggetje) en daarmee een klein deel van het geldbedrag kan winnen.
Voorafgaand aan de reclameblokken krijgen de teamleden lekkernijen uit het jaar waar de aflevering over gaat.

## Presentatie
De oorspronkelijke presentatie van het programma was in handen van Linda de Mol die tevens het programma bedacht heeft. De Mol presenteerde het programma twee seizoenen van 2017 tot en met 2018. In 2019 maakte De Mol de overstap van televisiezender RTL 4 naar Talpa Network van haar broer John de Mol. De Mol wilde het programma meenemen naar Talpa maar hier stak RTL een stokje voor omdat ze hier contractuele afspraken over hadden gemaakt. Het kwam tot een rechtszaak; hierin werd juridisch besloten dat het programma aan RTL toebehoort en niet door De Mol kon worden meegenomen naar Talpa. Dit geldt ook voor Weet Ik Veel, maar Ik hou van Holland en Miljoenenjacht gingen wel mee naar Talpa en zijn sinds 2019 te zien op SBS6. Sinds 2020 wordt Oh, wat een jaar! weer op RTL 4 uitgezonden met Chantal Janzen als presentatrice.

## Seizoensoverzicht
| Seizoen           | Uitzendtijden           | Presentatie    | Aantal afleveringen | Start seizoen    | Start seizoen | Einde seizoen    | Einde seizoen | Gemiddelde kijkcijfers |
| Seizoen           | Uitzendtijden           | Presentatie    | Aantal afleveringen | Datum            | Kijkcijfers   | Datum            | Kijkcijfers   | Gemiddelde kijkcijfers |
| ----------------- | ----------------------- | -------------- | ------------------- | ---------------- | ------------- | ---------------- | ------------- | ---------------------- |
| 1                 | Zaterdag 20:00 – 21:30  | Linda de Mol   | 8                   | 14 oktober 2017  | 1.533.000     | 2 december 2017  | 1.852.000     | 1.813.625              |
| 2                 | Zaterdag 20:00 – 21:30  | Linda de Mol   | 6                   | 24 november 2018 | 1.466.000     | 29 december 2018 | 1.723.000     | 1.589.667              |
| 3                 | Zaterdag 20:00 – 21:30  | Chantal Janzen | 7                   | 7 november 2020  | 1.761.000     | 19 december 2020 | 1.485.000     | 1.510.714              |
| 4                 | Zaterdag 20:00 – 21:30  | Chantal Janzen | 9                   | 28 augustus 2021 | 1.123.000     | 23 oktober 2021  | 960.000       | 955.000                |
| Kerstspecial 2021 | Donderdag 20:30 – 22:00 | Chantal Janzen | 1                   | 23 december 2021 | 1.103.000     | n.v.t.           | n.v.t.        | 1.103.000              |
| 5                 | Zaterdag 20:00 – 21:30  | Chantal Janzen | 7                   | 9 april 2022     | 934.000       | 21 mei 2022      | 863.000       | 874.000                |
| Kerstspecial 2022 | Maandag 20:30 – 22:00   | Chantal Janzen | 1                   | 26 december 2022 | 681.000       | n.v.t.           | n.v.t.        | 681.000                |
| 6                 | Zaterdag 20:00 – 21:30  | Chantal Janzen | 9                   | 9 september 2023 | 755.000       | 4 november 2023  | 1.053.000     | 983.111                |
| 7                 | Zaterdag 20:00 – 21:30  | Chantal Janzen | 4                   | 18 mei 2024      | 874.000       | 8 juni 2024      | 675.000       | 811.250                |
| 8                 | Zaterdag 20:00 – 21:30  | Chantal Janzen | 8                   | 9 november 2024  | 1.000.000     | 28 december 2024 | 814.000       | 878.125                |

## Seizoenen

### Seizoen 1 (2017)
| Nr. | Datum            | Jaar | Team Jeroen        | Team Ruben         | Kijkcijfers | Muzikale gast                                                                          |
| --- | ---------------- | ---- | ------------------ | ------------------ | ----------- | -------------------------------------------------------------------------------------- |
| 1   | 14 oktober 2017  | 1985 | Gerard Joling      | Angela Groothuizen | 1.533.000   | Jamai Loman als Elton John                                                             |
| 2   | 21 oktober 2017  | 1974 | Ad Visser          | Karin Bloemen      | 1.839.000   | Monique Smit, Tooske Ragas, Tim Douwsma & Bastiaan Ragas als ABBA                      |
| 3   | 28 oktober 2017  | 1965 | Joke Bruijs        | Jan Keizer         | 1.588.000   | Edsilia Rombley als Shirley Bassey                                                     |
| 4   | 4 november 2017  | 2001 | Nicolette Kluijver | Fred van Leer      | 1.880.000   | Xander de Buisonjé als Train                                                           |
| 5   | 11 november 2017 | 1989 | John de Wolf       | Glennis Grace      | 1.857.000   | Pleun Bierbooms & Maan de Steenwinkel als Loïs Lane                                    |
| 6   | 18 november 2017 | 1996 | Lies Visschedijk   | Gerard Ekdom       | 2.062.000   | Holly Mae Brood, Bibi Breijman, Stijn Fransen, Shary-An & Gaby Blaaser als Spice Girls |
| 7   | 25 november 2017 | 1969 | Loretta Schrijver  | Jan de Hoop        | 1.898.000   | Lisa Lois als Shocking Blue                                                            |
| 8   | 2 december 2017  | 1977 | Henny Huisman      | Patty Brard        | 1.852.000   | Juvat Westendorp & CPG als Boney M.                                                    |

### Seizoen 2 (2018)
| Nr. | Datum            | Jaar | Team Jeroen    | Team Ruben       | Kijkcijfers | Muzikale gast                                                  | BN’er gast                                                       |
| --- | ---------------- | ---- | -------------- | ---------------- | ----------- | -------------------------------------------------------------- | ---------------------------------------------------------------- |
| 1   | 24 november 2018 | 1980 | Carly Wijs     | Rolf Wouters     | 1.266.000   | Eva Cleven & Gijs Staverman als Spargo                         | Annemieke Stuurman                                               |
| 2   | 1 december 2018  | 1992 | Leo Alkemade   | Olcay Gulsen     | 1.413.000   | Nurlaila Karim als Vanessa Williams                            | Raya Lichansky, kok uit de De 5 Uur Show                         |
| 3   | 8 december 2018  | 1971 | Anita Witzier  | Bert van Leeuwen | 1.373.000   | Berget Lewis & Alvin Lewis als Ike & Tina Turner               |                                                                  |
| 4   | 15 december 2018 | 1988 | Danny de Munk  | Anne-Marie Jung  | 1.335.000   | Raffaëla Paton & Sharon Doorson als Salt-n-Pepa                | Maarten Rijkers, kuste de koningin Beatrix tijdens Koninginnedag |
| 5   | 22 december 2018 | 1966 | Erica Terpstra | Jack van Gelder  | 1.428.000   | Gaia Aikman, Carolina Dijkhuizen & Leona Philippo als Supremes | Rudy Bennett, zanger van The Motions                             |
| 6   | 29 december 2018 | 1975 | Myrna Goossen  | Jon van Eerd     | 1.523.000   | Anita Meyer als Teach-In                                       | Dhr. van Rijssen van de marmottenrace in de AVRO's Wie-kent-kwis |

### Seizoen 3 (2020)
Op 26 mei 2020 is door RTL bekendgemaakt dat Chantal Janzen de presentatie van Linda de Mol overneemt. Ruben Nicolai blijft aan als teamcaptain, terwijl Carlo Boszhard de plek van Jeroen van Koningsbrugge overneemt. De opnames stonden gepland voor het voorjaar van 2020, maar zijn vanwege het coronavirus uitgesteld naar de zomer van datzelfde jaar. Vanaf 7 november wordt het programma uitgezonden.
| Nr. | Datum            | Jaar | Team Carlo            | Team Ruben       | Kijkcijfers | Muzikale gast                                                                         |
| --- | ---------------- | ---- | --------------------- | ---------------- | ----------- | ------------------------------------------------------------------------------------- |
| 1   | 7 november 2020  | 1990 | Beau van Erven Dorens | Caroline Tensen  | 1.761.000   | Pim Muda als Bryan Adams                                                              |
| 2   | 14 november 2020 | 2000 | Jim Bakkum            | Geraldine Kemper | 1.641.000   | Pip Pellens als Britney Spears                                                        |
| 3   | 21 november 2020 | 1968 | Barrie Stevens        | Catherine Keyl   | 1.414.000   | Shirma Rouse als Aretha Franklin                                                      |
| 4   | 28 november 2020 | 1984 | Lucille Werner        | Alex Klaasen     | 1.480.000   | Romy Monteiro als Deniece Williams                                                    |
| 5   | 5 december 2020  | 1973 | Ruth Jacott           | Ron Brandsteder  | 1.248.000   | Thomas Berge als Gerard Cox                                                           |
| 6   | 12 december 2020 | 1998 | Berget Lewis          | Jelka van Houten | 1.546.000   | Emma Heesters als Janet Jackson                                                       |
| 7   | 19 december 2020 | 1964 | Patricia Paay         | Gerard Cox       | 1.485.000   | Tommie Christiaan, Dorian Bindels, Patrick Martens en Thomas Cammaert als The Beatles |

### Seizoen 4 (2021)
| Nr. | Datum             | Jaar | Team Carlo         | Team Ruben          | Kijkcijfers |
| --- | ----------------- | ---- | ------------------ | ------------------- | ----------- |
| 1   | 28 augustus 2021  | 1994 | Marieke Elsinga    | Mattie Valk         | 1.123.000   |
| 2   | 4 september 2021  | 1987 | Irene Moors        | Patrick Martens     | 859.000     |
| 3   | 11 september 2021 | 2002 | Edsilia Rombley    | Rick Brandsteder    | 818.000     |
| 4   | 18 september 2021 | 1976 | René Froger        | Natasja Froger      | 976.000     |
| 5   | 25 september 2021 | 1997 | Samantha Steenwijk | Tina de Bruin       | 826.000     |
| 6   | 2 oktober 2021    | 1981 | Wolter Kroes       | Heleen van Royen    | 1.064.000   |
| 7   | 9 oktober 2021    | 1991 | Fred van Leer      | Edson da Graça      | 936.000     |
| 8   | 16 oktober 2021   | 2009 | Soy Kroon          | Holly Mae Brood     | 1.033.000   |
| 9   | 23 oktober 2021   | 1978 | Ria Valk           | John van den Heuvel | 960.000     |

### Kerstspecial (2021)
Op 23 december 2021 was er een speciale aflevering te zien onder de naam Oh, wat een Kerst!. Hierin stond geen jaar centraal, maar het thema kerst.
| Datum            | Team Carlo              | Team Ruben   | Kijkcijfers |
| ---------------- | ----------------------- | ------------ | ----------- |
| 23 december 2021 | Francis van Broekhuizen | Buddy Vedder | 1.103.000   |

### Seizoen 5 (2022)
| Nr. | Datum         | Jaar | Team Carlo              | Team Ruben         | Kijkcijfers |
| --- | ------------- | ---- | ----------------------- | ------------------ | ----------- |
| 1   | 9 april 2022  | 2007 | Esmée van Kampen        | Sander Lantinga    | 934.000     |
| 2   | 16 april 2022 | 1995 | Jaap Reesema            | Kim Kötter         | 942.000     |
| 3   | 23 april 2022 | 1982 | Froukje de Both         | Ruben van der Meer | 912.000     |
| 4   | 30 april 2022 | 2010 | Rolf Sanchez            | Roxeanne Hazes     | 966.000     |
| 5   | 7 mei 2022    | 1993 | Miljuschka Witzenhausen | Bridget Maasland   | 874.000     |
| 6   | 14 mei 2022   | 1979 | Ron Boszhard            | Sergio Vyent       | 627.000     |
| 7   | 21 mei 2022   | 1986 | Amara Onwuka            | Quinty Trustfull   | 863.000     |

### Kerstspecial (2022)
Op 26 december 2022 was er een speciale aflevering te zien onder de naam Oh, wat een Kerst!. Hierin stond geen jaar centraal, maar het thema kerst.
| Datum            | Team Carlo         | Team Ruben  | Kijkcijfers |
| ---------------- | ------------------ | ----------- | ----------- |
| 26 december 2022 | Nicolette Kluijver | Jamai Loman | 681.000     |

### Seizoen 6 (2023)
Voor het zesde seizoen keerde Carlo Boszhard niet terug als teamleider, hij werd vervangen door Gerard Joling. Wel keerde Boszhard in aflevering 3 terug als gast.
| Nr. | Datum             | Jaar | Team Ruben           | Team Gerard       | Kijkcijfers |
| --- | ----------------- | ---- | -------------------- | ----------------- | ----------- |
| 1   | 9 september 2023  | 1992 | Leonie ter Braak     | Gerard Ekdom      | 755.000     |
| 2   | 16 september 2023 | 2011 | Donnie               | Robbert Rodenburg | 799.000     |
| 3   | 23 september 2023 | 1977 | Gijs Staverman       | Carlo Boszhard    | 978.000     |
| 4   | 30 september 2023 | 1999 | Victor Abeln         | Guido Spek        | 1.057.000   |
| 5   | 7 oktober 2023    | 2005 | Nienke Plas          | Bibi Breijman     | 994.000     |
| 6   | 14 oktober 2023   | 1988 | Roué Verveer         | Jasmine Sendar    | 1.222.000   |
| 7   | 21 oktober 2023   | 1996 | Jan Dulles           | Freek Bartels     | 966.000     |
| 8   | 28 oktober 2023   | 1983 | Klaas van der Eerden | Danny de Munk     | 1.024.000   |
| 9   | 4 november 2023   | 1975 | Daphne Deckers       | Patty Brard       | 1.053.000   |

### Seizoen 7 (voorjaar 2024)
| Nr. | Datum       | Jaar/thema | Team Ruben     | Team Gerard            | Kijkcijfers |
| --- | ----------- | ---------- | -------------- | ---------------------- | ----------- |
| 1   | 18 mei 2024 | 2003       | Loes Haverkort | Frank Dane             | 874.000     |
| 2   | 25 mei 2024 | Zomer      | Jody Bernal    | Mart Hoogkamer         | 903.000     |
| 3   | 1 juni 2024 | 1989       | Anniek Pfeifer | Katja Schuurman        | 793.000     |
| 4   | 8 juni 2024 | Oranje     | Wolter Kroes   | Toine van Peperstraten | 675.000     |

### Seizoen 8 (najaar 2024)
| Nr. | Datum            | Jaar       | Team Ruben             | Team Gerard         | Kijkcijfers |
| --- | ---------------- | ---------- | ---------------------- | ------------------- | ----------- |
| 1   | 9 november 2024  | 2006       | Vivienne van den Assem | Kees Tol            | 1.000.000   |
| 2   | 16 november 2024 | 2014       | Numidia                | Floris Göbel        | 846.000     |
| 3   | 23 november 2024 | 1985       | Nance Coolen           | Richard Groenendijk | 918.000     |
| 4   | 30 november 2024 | 2008       | Lex Uiting             | Loiza Lamers        | 777.000     |
| 5   | 7 december 2024  | Winter     | Frans Duijts           | Irene Schouten      | 924.000     |
| 6   | 14 december 2024 | 2012       | Quinty Misiedjan       | Niek Roozen         | 869.000     |
| 7   | 21 december 2024 | Feestdagen | Edsilia Rombley        | Fred van Leer       | 877.000     |
| 8   | 28 december 2024 | 1998       | Jan Joost van Gangelen | Tatum Dagelet       | 814.000     |

## Versies in andere landen
Doordat het programma relatief goede kijkcijfers behaalde is een remake van het programma gemaakt door VTM in België onder de naam Wat een Jaar! In Duitsland wordt een eigen versie uitgezonden op Sat.1 onder de titel Was für ein Jahr! en in Polen als To był rok!.

## Trivia
- De aflevering van De TV Kantine van 28 januari 2021 was een parodie op Oh, wat een jaar! en had als titel Een klote jaar. Hierin werd teruggeblikt op het jaar 2020, het jaar van de coronacrisis. Er waren onder andere persiflages van Chantal Janzen, Hugo de Jonge, Irma Sluis, René van der Gijp en Beau van Erven Dorens.
- De naam van het programma en het openingslied zijn gebaseerd op de Nederlandse vertaling van het nummer Oh, What a Night van The Four Seasons.